# 西洋のイスラム化に反対する欧州愛国者
「西洋のイスラム化に反対する欧州愛国者」または「西洋のイスラム化に反対する愛国的欧州人」、「西欧のイスラム化に反対する欧州愛国主義者」（ドイツ語：Patriotische Europäer gegen die Islamisierung des Abendlandes、略称：PEGIDA（ペギーダ））は2014年10月20日にドイツに於けるデモ行動に始まった政治団体とその活動。西欧圏におけるイスラームの暴力的な活動を制することを主張する。現在、ドイツ国内各地での社会現象化が懸念されており、ドイツ国内でも議論が交わされている。

## 組織

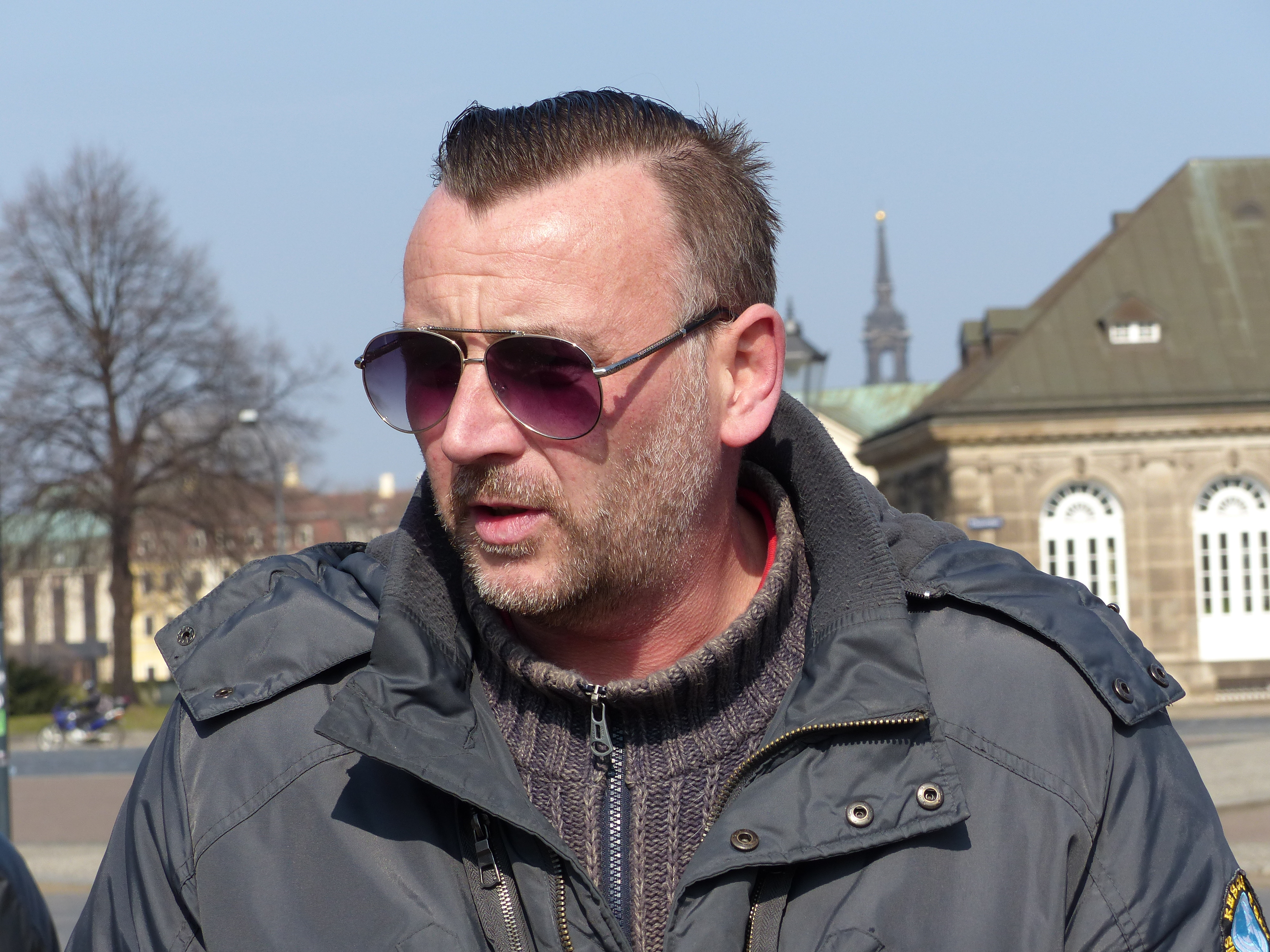
ルッツ・バッハマン

ドイツ国内で外国人嫌悪運動家として知られるルッツ・バッハマンが主宰し、北ドイツ放送の報道によれば、組織はさまざまな国から異なる宗教と職業をもつ12名から構成されている。その中には、人種差別発言で辞職した元マイセン市議会ドイツキリスト教民主同盟議員団長のタラッカー等、右翼活動家も含まれている。
ドレスデン工科大学の政治学研究者、ハンス・フォアレンダーが2014年12月と1月のドレスデンにおけるデモの参加者の調査を行ったところ、対象の65%は回答を拒否し、約400名の参加者からの回答を得ている。この事例では、最も典型的な参加者層はザクセン州の平均収入をやや上回る手取り収入を得ている中流階級の、一般的に上級な教育を受けた就業者であり、48歳の男性と発表している。これらのデモ参加者はどの宗教団体にも属しておらず、ドレスデンまたはザクセン州の出身者で特定の支持政党はない。参加の動機としては全般的な政治不信であり、次に報道と公共性に対する批判、そしてイスラームを前提とした移民・難民への基本的な鬱憤があるものとしている。

### バッハマンの辞任
過去にFacebook上で亡命者や難民を差別する発言を記載し、スクエアムスタッシュでアドルフ・ヒトラーを思わせる写真を「彼は再び現れる」のコメントと共に掲載した件で検察から民衆扇動罪の疑いで捜査を受けている問題を受け、2015年1月21日に代表と幹部委員会を辞任した。Facebook上での発言や写真は削除されている。

## 団体の活動主旨

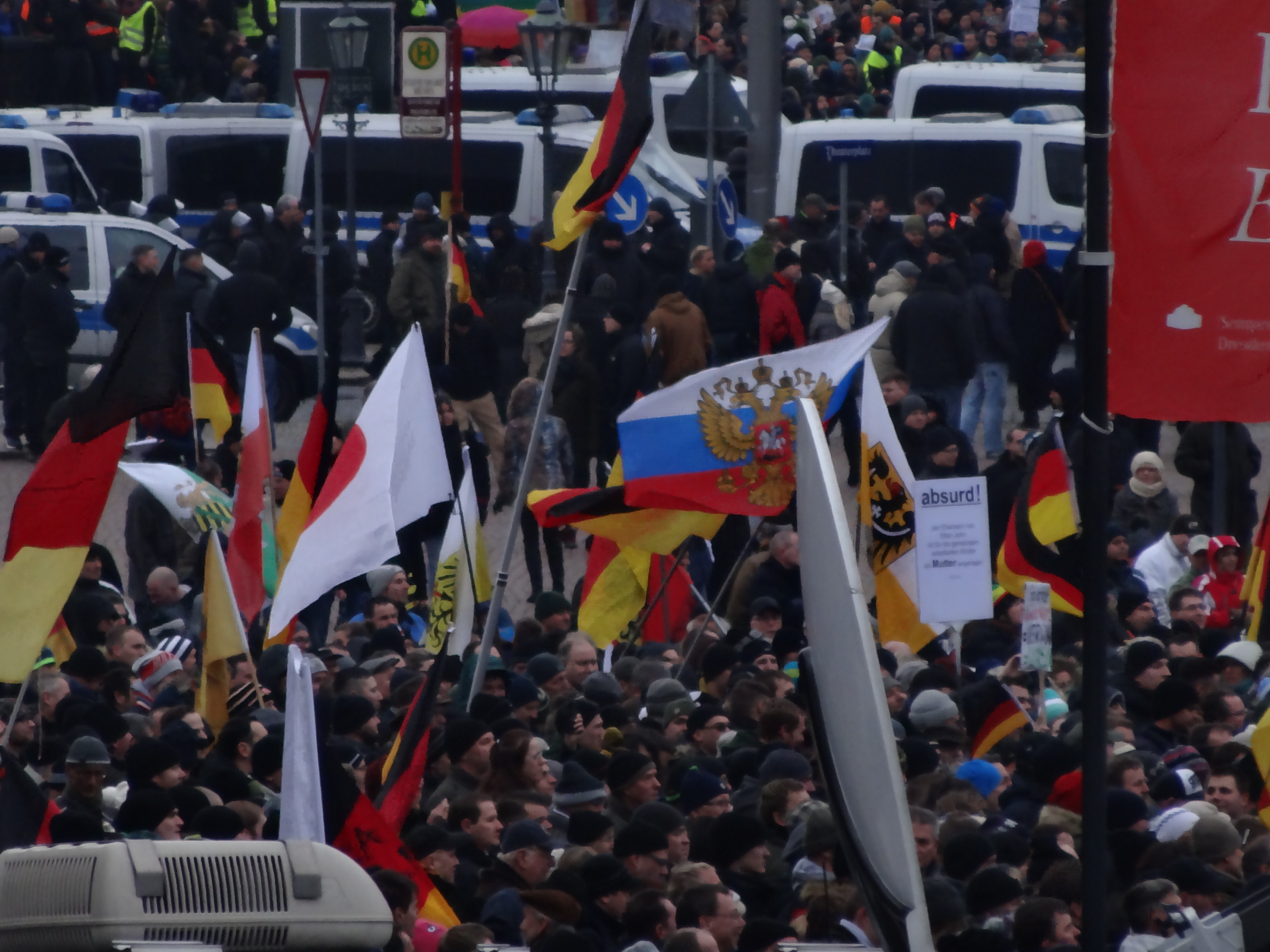
ペギーダにより2015年1月25日にドレスデンで行われたデモの様子（ドイツの国旗の他、ロシアの大統領旗や日章旗も見える）

- ペギーダは戦争難民や政治・宗教上の理由で追われた人を保護することを支持する。これは人間としての義務である。
- ペギーダは移民の同化の権利と義務を基本法に織り込むことを支持する（今までは亡命者の権利しか触れられていない）。
- ペギーダは戦争難民と追われてきた人々を部分的に非人道的な施設ではなく、非集中管理した居住空間を提供することを支持する。
- ペギーダは欧州全体で亡命者を分散させ、すべての欧州連合の国々に公平に負担させることを支持する (例えばドイツのケーニッヒシュタイン条約[17]に類似するようなかたちで欧州連合各国に負担を分配させる総合統括機関)。
- ペギーダは難民への対応担当者の負担を軽減させることを支持する (現在は200人の申請者に対して担当は1名、実際にトラウマに襲われている部分のある人間へのケアがない)。
- ペギーダは難民申請のプロセスを早め、難民の同化を迅速に実現させるための連邦移民・難民庁への予算引き上げを支持する。実現まではオランダやスイスの亡命申請のプロセスを支持する。
- ペギーダは警察予算の引き上げを支持し、配置削減に反対する。
- ペギーダは難民申請の却下に関する従来の法律を変更することを支持する。
- ペギーダは移民と亡命者に対する非寛容政策に罰則を与えることを支持する。
- ペギーダは女性敵視と暴力的な政治イデオロギーへの抵抗組織を支持し、ここに在住し、同化したムスリムに対しては反意しない。
- ペギーダはスイス・オーストラリア・カナダ・南アフリカ共和国の移民政策を模範として支持する。
- ペギーダは性別の個人による決定を支持する。
- ペギーダはユダヤ - キリスト教に基づく西洋文化の維持と保護を支持する。
- ペギーダはスイスに倣った市民投票のモデルを支持する。
- ペギーダはクルディスタン労働者党のような非合法的な組織への武器供与に反対する。
- ペギーダはシャリーア（イスラーム法）裁判所や宗教警察等をおく2本柱の制度に反対する。
- ペギーダは冗長な政治的性別の強制的な中性化とも受け取れるジェンダー・メインストリーミング（en）に反対する。
- ペギーダは宗教的・政治的な急進主義に反対する。
- ペギーダはどのような宗教に属しているヘイトにも反対する。

## 活動

### 最初の行動
2014年10月27日、ザクセン州のドレスデン市内で2回目のデモ行動を起こし、500人の賛同者を集め、一躍ドイツ国内の注目をあびた。以降、毎週月曜日、18:30から、デモではなく、『夜の散歩』と称して市街を行進し、2014年12月22日には17,500人が集った。
市街行進以外の具体的な活動は目立っておらず、広報活動もインターネット上で公式フェイスブックを通じて展開している以外には実質的な排斥・迫害にいたる積極行動は見受けられない。ただし、これ以降ケルンやボン、ベルリン、ミュンヘン等の都市でも類似の動きがあり、反対運動も過熱化し世論が注目している。

### 報道に対する姿勢
大手メディアは情報操作をしているとし、『嘘つきメディア (ドイツ語："Lügenpresse")』とシュプレヒコールを掲げ、デモの参加者にも直接インタビューに応えることを拒否するように呼びかけていたが、2014年12月18日、北ドイツ放送の報道番組『パノラマ』が初めて長尺のインタビューに成功した。
2015年1月18日にもドイツ公共放送の討論番組”ギュンター・ヤオホ”に幹部のカトリン・エルテルが出演する等、メディア戦略を転換させる動きもある。

NHKは、2015年1月19日、主催者としてレギーダの主宰者であるヨルク・ホイアーとの単独インタビューを『ペギーダのメンバーは国内メディアの取材を拒否しており、インタビューに応じるのは異例』とコメントして放送した。
2015年1月19日、代表のバッハマンとエルテルは初の記者会見を行った。

## 評価
ザクセン州で右翼団体を監視している非営利の登録社団法人であるKulturbüro Sachsen e.V. はペギーダに参加しているネオナチのメンバーは少数であり、現時点ではネオナチスとしての見方はしないとしている。
しかし、世論では排外主義運動の一環としての見方も強く、ドイツの右翼活動の研究家であるハンス・ヨアヒム・フンケ教授は右翼団体であると定義している。
ザクセン州憲法擁護庁は、活動開始の当初はネオナチ団体の組織的な関与はなく、そのメンバーが個人で参加していたにすぎないが、2014年11月末からは、ドイツ国家民主党等の右翼団体がデモへの組織的な参加を呼び掛けているとしており、関連についての監視を行っている。

## ペギーダに関する主な著名人の発言

### 大統領・首相・閣僚
首相・大統領から公的な場で同団体そのものを名指し否定する発言は2015年1月まで数々散見される。
- ガウク大統領（無所属）：2014年の恒例クリスマス演説で、「ドイツを滅ぼす勢力に多くの人々が追随していないのは、今年最も勇気づけられたできごとである。」と述べ、難民の受け入れや同化への寛容な態度を呼びかけた[27]。
- メルケル首相（ドイツキリスト教民主同盟）：ペギーダを牽制する態度を取っており、2015年1月トルコのダウトオール首相がドイツを訪れた際に、ヴゥルフ元大統領の言葉を引用し「イスラームはドイツの一部である」と述べ、「私はすべてのドイツ人の首相であり、宗教に関係なく同化が成功するように政府を導いていく。」[28]と語っている[29]。
- ガブリエル副首相兼経済・エネルギー相（ドイツ社会民主党）：ネオナチや前科者を排除したペギーダと対話をしたいとコメントしているが[30]、2015年1月6日附けのビルト紙には「ドイツが世界に門戸を開いたリベラルな国であることを誇りに思っていい、不透明な不安を煽り、外来者への敵対心を煽っているのは多数派ではない。」と語った。
- シュタインマイヤー外相（ドイツ社会民主党）：「ペギーダに反対する世界に門戸を開いた寛容なドイツ」との見解を発表している[31]。
- マース法務大臣（ドイツ社会民主党）：「ペギーダはドイツの恥」と語り[32]、その後も否定的な発言とデモの開催中止を呼びかけている。
- デメジエール内相（ドイツキリスト教民主同盟）：シャルリー・エブド襲撃事件をこのデモ活動が利用し、反イスラム主義を拡大させていくことを回避しなければならない旨を述べている[33]。

### 文化人
- シュミット元首相：「ペギーダは外来者と非寛容に対する漠然とした偏見であり、ドイツではない。歴史を振り返り、経済的状況から見れば、難民や亡命者を差し戻すべきではない、ドイツは世界に門戸を開き続け寛容であるべきだ」としてペギーダに反対している。※1
- ウルリッヒ・ヴィッケルト（作家・キャスター）：「ペギーダは無知と偏見に基づく中世的な行動」※1

### スポーツ選手
- オリバー・ビアホフ（ドイツ代表チームマネージャー）：私たちは移民を背景に多くの競技で世界一になった。ドイツ代表のように11人で同化してやっていけることは実社会でもやっていけるはずだ。※1

※1の引用元はすべて 2015年1月6日 ビルト紙 電子版

## 既存政党との関係
- ドイツのための選択肢（AfD）:2014年12月の時点で、同党幹部各メンバーの見解には相違があり、ベルント・ルッケ党首とハンス＝オラーフ・ヘンケル副党首は、ペギーダ内に同党への支持者がいたとしても、ペギーダに接近することには強く反発し、メルケルと似たような距離感を置いて否定的な立場にある。これに対し、同党報道担当のコンラッド・アダムは偏見をもってペギーダを評価することを警告しており、副党首で同党のブランデンブルク州議会議員団長を務めるアレクサンダー・ガウラントは自らドレスデンのデモ現場を訪れ、「デモの参加者がAfDの潜在的な支持者となることは自然の成り行きだと言える。」と発言している。同党報道担当のクリスティアン・リュートは、AfDのザクセン州議会議員団がペギーダのメンバーを正式な対話に招待したことを確認している[34]。またライプツィッヒで予定されているペギーダのデモを実施するにあたっては、同党が便宜を図っていることが伝えられている[35]。
- ドイツ国家民主党（NPD）:デモに於いては、党旗を掲げるなどの党としての露出はしていないが、党首を含めメンバーは積極的に参加しているものと見られ、同党のフェイスブックでペギーダへの参加を呼びかけるなど積極的な後方支援を続けている[36]。

## 公認されているとする団体
2015年1月、ペギーダの広報担当とされるフランク・インゴは下記の組織・運動を公認していると言明し、国外でもフランス・オーストリア・スイス・イタリア・オランダ・スウェーデン・ノルウェー・イギリス・ブルガリア・スペインにも関連団体があり、デンマーク・ポーランド・ベルギー・ロシア・チェコ・フィンランド・ポルトガル・スコットランドでも準備の段階だと述べている。但し、具体的にどのような連携や関係性があるかということは2015年1月12日現在の時点で言及していない（詳細は本稿内「#他国への波及」のセクションを参照）。
- 西洋社会のイスラム化に反対するベルリン（略称：ベアギーダ） - ドイツ語: Berlin gegen Islamisierung des Abendlandes、（略称：Bärgida）
- 西洋社会のイスラム化に反対するバイエルン（略称：バギーダ） - ドイツ語: Bayern gegen Islamisierung des Abendlandes、（略称：Bagida）
- 西洋社会のイスラム化に反対するミュンヘン（略称：ミュギーダ） - ドイツ語：München gegen die Islamisierung des Abendlandes（略称：Muegida）
- カッセルの住人による西洋社会のイスラム化に反対する運動（略称：カギーダ） - ドイツ語: Kasseler gegen die Islamisierung des Abendlandes（略称：Kagida）
- 西洋社会のイスラム化に反対するライプツィヒ（略称：レギーダ） - ドイツ語：Leipzig gegen die Islamisierung des Abendlandes（略称：Legida）
- 西洋社会のイスラム化に反対するハノーファー（略称：ハギーダ） - ドイツ語： Hannover gegen die Islamisierung des Abendlandes（略称：Hagida）
- 西洋社会のイスラム化に反対するメクレンブルク＝フォアポンメルン（略称：ムフギーダ） - ドイツ語：Mecklenburg-Vorpommern gegen die Islamisierung des Abendlandes（略称：Mvgida）
- 西洋社会のイスラム化に反対するザールラント（略称：ザーギーダ） - ドイツ語：Saarland gegen die Islamisierung des Abendlandes（略称：Saargida）
- 西洋社会のイスラム化に反対するホイヤースヴェルダ（略称：ホイギーダ） - ドイツ語： Hoyerswerda gegen die Islamisierung des Abendlandes（略称：Hoygida）
- 西洋社会のイスラム化に反対するケムニッツ（略称：ツェギーダ） - ドイツ語：Chemnitz gegen die Islamisierung des Abendlandes（略称：Cegida）
- 西洋社会のイスラム化に反対するエルツ山地（略称：エルツギーダ） - ドイツ語：Erzgebirge  gegen die Islamisierung des Abendlandes（略称：Erzgida）]
- 西洋社会のイスラム化に反対するコットブス（略称：コギーダ） - ドイツ語：Cottbuss gegen die Islamisierung des Abendlandes（略称：Cogida）
- 西洋社会のイスラム化に反対するマグデブルク（略称：マギーダ） - ドイツ語: Magdeburg gegen Islamisierung des Abendlandes、（略称：Margida）
- 西洋社会のイスラム化に反対するノルトライン・ヴェストファーレン - ドイツ語: Patriotische Europäer gegen die Islamisierung des Abendlandes NRW
- 西洋社会のイスラム化に反対するバーデン・ヴュルテンベルク - ドイツ語: Patriotische Europäer gegen die Islamisierung des Abendlandes Baden-Württemberg
- 西洋社会のイスラム化に反対するバーデン・ヴュルテンベルク・アルプ＝ドナウ郡 ウルム - ドイツ語: Patriotische Europäer gegen die Islamisierung des Abendlandes Baden-Württemberg Ulm Alb-Donau
- 西洋社会のイスラム化に反対するシュトゥットガルト」 - ドイツ語: Patriotische Europäer gegen die Islamisierung des Abendlandes Stuttgart
- 西洋社会のイスラム化に反対するカッセル（略称：カギーダ） - ドイツ語: Kassel gegen Islamisierung des Abendlandes、（略称：Kargida）
- 西洋社会のイスラム化に反対するフランケン - ドイツ語: Patriotische Europäer gegen die Islamisierung des Abendlandes Franken
- 西洋社会のイスラム化に反対するハーメルン（略称：ハムギーダ） - ドイツ語: Hameln gegen Islamisierung des Abendlandes、（略称：Hamgida）
- 西洋社会のイスラム化に反対するオルデンブルク（略称：オルギーダ） - ドイツ語: Oldenburg gegen Islamisierung des Abendlandes、（略称：Olgida）
- 西洋社会のイスラム化に反対するハンザ都市ハンブルク - ドイツ語: Hansestadt Hamburg gegen die Islamisierung des Abendlandes
- 西洋社会のイスラム化に反対するブレーメン（略称：ブレギーダ） - ドイツ語: Bremen gegen Islamisierung des Abendlandes、（略称：Bregida）
- 西洋社会のイスラム化に反対するミュンヘン（略称：ミュギーダ） - ドイツ語: München gegen Islamisierung des Abendlandes、（略称：Mügida）
- 西洋社会のイスラム化に反対するヴュルツブルク（略称：ヴュギーダ） - ドイツ語: Patriotische Europäer gegen die Islamisierung des Abendlandes Würzburg(略称：Wügida)
- 西洋社会のイスラム化に反対するマンハイム - ドイツ語: Patriotische Europäer gegen die Islamisierung des Abendlandes Mannheim
- 西洋社会のイスラム化に反対するブラウンシュヴァイク（略称：ブラギーダ） - ドイツ語: Braunschweig gegen die Islamisierung des Abendlandes
- 西洋社会のイスラム化に反対するトリアー - ドイツ語: Patriotische Europäer gegen die Islamisierung des Abendlandes Trier
- 西洋社会のイスラム化に反対するニュルンベルク（略称：ニュギーダ） - ドイツ語: Nürnberg gegen Islamisierung des Abendlandes、（略称：Nügida）

## ドイツ国内の各都市における連携あるいは類似・触発された活動
- ベルリン：「西洋社会のイスラム化に反対するベルリン（略称：ベアギーダ）」、ドイツ語: Berlin gegen Islamisierung des Abendlandes、（略称：Bärgida）は、2015年1月5日、旧東ベルリンの中心地である市庁舎付近からブランデンブルク門へウンター・デン・リンデンを通行するデモを計画し約700名が集ったが抗議集会に途を閉ざされ、中途散会した。ドレスデンに比較するとデモへの参加者は極端に少ないが、背景にある右翼団体の強い支持とその関係は注視するべき点である[38]。
- ヴュルツブルク: 『亡命者の権利利用を抑止』とのタイトルでペギーダ同様月曜日にデモを行っている。2014年12月15日には100名規模となった。主宰は「西洋社会のイスラム化に反対するバイエルン（略称：バギーダ）」、ドイツ語: Bayern gegen Islamisierung des Abendlandes、（略称：Bagida）
- ミュンヘン：2015年1月5日、「西洋社会のイスラム化に反対するミュンヘン（略称：ミュギーダ）」ドイツ語：München gegen die Islamisierung des Abendlandes（略称：Muegida）と自ら称する団体は「君たち急進主義はいらない（ドイツ語：Wir wollen euren extremismus nicht）」とプラカードを掲げているが[39]、同運動は右翼団体の”自由”（ドイツ語；Die Freiheit）を名乗る団体の呼びかけによって実現している。1月5日の運動は60人ほどの参加者がいたが、抗議活動と小競り合いの上、100メートルで中途散会した[40]。
- カッセル: サラフィー主義に反対するフーリガン運動に関わっていたミヒャエル・フィーマンが主宰する「カッセルの住人による西洋社会のイスラム化に反対する運動（略称：カギーダ）」、ドイツ語: Kasseler gegen die Islamisierung des Abendlandes（略称：Kagida）デモの参加者は80名程度[41]。
- ライプツィヒ: 「西洋社会のイスラム化に反対するライプツィヒ（略称：レギーダ）」ドイツ語：Leipzig gegen die Islamisierung des Abendlandes（略称：Legida）は2015年1月12日に行われた。警察当局の発表では4,800人が参加し、ドレスデン以外の都市で行われた最大規模の行動となった[42]。当日は大規模な交通規制が敷かれ、またムハンマドを揶揄・風刺する画像の掲示も市当局によって禁止された[43]。2015年1月21日にも市内では30,000人を超える大きな規模で1989年、旧東独時代に行われた反体制派運動月曜デモのルートを行進する予定だったが、治安保持の観点から当局はこのルートを変更・短縮するように認可内容を変更した。最終的には15,000人が参加したが、抗議派との小競り合い等、一部が暴徒化し、ジャーナリスト数名を含む負傷者が出ている。また抗議側からの行動かどうかは定かになっていないもの、往来妨害行為等も行われる等、市街は緊迫した。行進は中途で断念したが集会は予定通り続けられた。ペギーダの広報担当、エルテルは一連の行動を鑑み、レギーダとは距離を置く旨を明らかにした[44]。
- ハノーファー: 「西洋社会のイスラム化に反対するハノーファー（略称：ハギーダ）」ドイツ語： Hannover gegen die Islamisierung des Abendlandes（略称：Hagida）2015年1月12日に決起集会を行ない、200名程度の規模で行進を行った。正式なデモを2015年1月26日から毎週行うとしている。多族多元主義に基づき外国人とイスラームを敵視・排斥する新右翼派の国民のアイデンティティー（ドイツ語：Identitären）のオラーフ・シュルツが呼びかけ人となっている[45]。
- シュトラールズント:  「西洋社会のイスラム化に反対するメクレンブルク＝フォアポンメルン（略称：ムフギーダ）」ドイツ語：Mecklenburg-Vorpommern gegen die Islamisierung des Abendlandes（略称：Mvgida）は、2015年1月12日に同市内で集会行進を行い、参加者は警察当局の発表によると260人程度[46]。同団体は自らのフェイスブックで同市内での集会には「宗教的な狂信と戦争反対」を掲げ、500人前後の参加者があったとしている。
- シュヴェリーン:「西洋社会のイスラム化に反対するメクレンブルク＝フォアポンメルン（略称：ムフギーダ）」ドイツ語：Mecklenburg-Vorpommern gegen die Islamisierung des Abendlandes（略称：Mvgida）は、2015年1月12日に集会行進を行い、参加者は警察当局の発表によると350人程度[47]。同団体は自らのフェイスブックでシュヴェリーンでの集会には「宗教的な狂信と戦争反対」を掲げ、1000人弱の参加者があったとしている。
- ザールブリュッケン: 「西洋社会のイスラム化に反対するザールランド（略称：ザーギーダ）」ドイツ語：Saarland gegen die Islamisierung des Abendlandes（略称：Saargida）は2012年1月12日に同市内での行進を予定していたが、当日になって市内中心部での300名規模の決起集会を開催する留まっている[48]。
- ブラウンシュヴァイク:「西洋社会のイスラム化に反対するブラウンシュヴァイク（略称：ブラギーダ）」、ドイツ語: Braunschweig gegen Islamisierung des Abendlandes（略称：Bragida）は2015年1月19日に開催を予定し、250程度が集ったが開催直前に警察当局側が「安全性の観点から」を理由に中止させられた。ただし、関係当局はドレスデンのようなテロ予告や脅迫のような通告はなかったものとしている。[49]
- デュースブルク:「西洋社会のイスラム化に反対するノルトライン・ヴェストファーレン」、ドイツ語: Gegen die Islamisierung des Abendlandes Nordrhein-Westfalen（略称：Pegida NRW）は2015年1月19日に600人規模の集会を行なったが[50]、壇上で演説したエメリッヒ・アム・ラインのシュペートリング神父は、ミュンスターのフェリックス・ゲン司教から神の名の下における発言と説教を禁じられた[51]。

### 右翼団体によって利用されているため、ペギーダとしては距離を置くとしている活動
- デュッセルドルフ:右翼政党のPro NRWが呼びかけた 「デュッセルドルフの住人による西洋社会のイスラム化に反対する運動（略称：デューギダ）、ドイツ語: （Düsseldorfer gegen die Islamisierung des Abendlandes（略称：Dügida）」が2014年12月8日に同市内で行われたデモの参加者は450名程度[52]。2015年4月末まで中央駅を中心に毎週月曜日の定期的に継続的なデモを公言している。
- ボン：「西洋社会のイスラム化に反対するボン（略称：ボギーダ）、ドイツ語: Bonner gegen die Islamisierung des Abendlandes（略称：Bogida）」デモの参加者は250名程度。
- ケルン：「ケルンの住人による西洋社会のイスラム化に反対する運動（略称：ケギーダ）」、ドイツ語: Köln gegen die Islamisierung des Abendlandes（略称：Kögida）、2015年1月5日にケルン市内でのデモを行ったが抗議集会によって中途散会した。

### 予定されている行動
- ロストック: ハノーファーに於けるサラフィー主義に反対するフーリガン運動に関わっていた人物が主宰する「[https://www.facebook.com/ROGIDA.14?fref=ts 『西洋社会のイスラム化に反対するロストックの住人による（略称：ロギーダ）、ドイツ語: Rostocker gegen die Islamisierung des Abendlandes（略称：Rogida）』。2014年12月に、2015年1月12日、ロストック市内で300名規模の集会を予定していたが、同市の報道官によると同年、1月6日にデモの開催許可を取り下げ中止した[53]。
- 東フリースラント: 『西洋社会のイスラム化に反対する東フリースラント人（略称：オギーダ）、ドイツ語: Ostfriesen gegen Islamisierung des Abendlandes（略称：Ogida）』は警察当局によってWebサイトの存在が確認されているが、活動の実態は把握されていない[54]。

### 他国への波及
- ノルウェー: 2015年1月8日、『西洋社会のイスラム化に反対するノルウェー』（ノルウェー語:  Patriotiske européere mot islamisering av Aftenlandet）がSNSを通じ参加者を募り、首都オスロ市内で190名規模の集会を行なった[55]。
- デンマーク: 2015年1月5日、ドイツのシュレースヴィヒ＝ホルシュタイン州に接するスナユラン県のハンダースレフでデンマークのイスラム化を阻止する（デンマーク語：Stop Islamiseringen af Danmark、略称：SIAD）と称する団体が反イスラムを掲げるデモを行い、2015年1月19日には首都コペンハーゲンでデンマーク国民党の国会議員候補だったニコライ・センネルスが主宰したイスラム過激派に反対する.Pegida.dkが、またオーフス・エスビャウでもデンマークのイスラム化を阻止することを掲げた集会が行われた[56]。
- ベルギー: 2015年1月26日、アントウェルペンで西洋社会のイスラム化に反対するフランデルン(フラマン語: |Vlamingen tegen de Islamisering van het Avondland)が開催を予定していたが[57]、バルト・デ=ウェーフェル市長は申請を却下、デモの開催を事実上禁止する措置を取った[58]。
- スコットランド（イギリス）: 2015年1月18日付の現地メディアの報道によると、その前週にフェイスブックの「ペギーダ・スコットランドおよび北東イングランド」のページが開設され、ペギーダの活動家2人がスコットランドでの組織化に着手するため、スコットランド最大の都市、グラスゴーを訪れた[59]。
- チェコ: 2015年1月16日、『チェコはイスラームを欲しない（チェコ語："Islám v České republice nechceme"）』と称して600人程度のデモ行進が首都のプラハ市内で行われた。主宰の幹部はドレスデンのペギーダとの関連を否定していない[60]。
- スウェーデン:2015年1月20日の段階では、Pegida Sverige と称する団体のフェイスブック上での活動しか確認されていない。（賛同者約8,200人）
- オーストリア:2015年2月2日、『西洋社会のイスラム化に反対するウィーン』（ドイツ語: Patriotische Europäer gegen die Islamisierung des Abendlandes Wien、略称：Pegida Wien）名義の任意団体が”平和な市民運動”として警察当局にデモ行進の開催許可を申請し、集会行動を計画している[61]。
- スイス:2015年2月16日にスイス国内でもデモを行う旨をフェイスブック上で公言しているが主宰・開催地・時刻等の詳細については2015年1月20日の段階で公表されていない。以前、右翼政党のスイス国粋連合に属していたイグナツ・ベアルトが広報担当を務めていたが、スイス連邦検察庁により、フェイスブック上でドイツのメルケル政権をナチスと同一視する旨の記載を行ったため、他国を侮辱した容疑で起訴されており、2015年1月15日に辞任している[62]。
- スペイン:2015年1月7日のパリ11区におけるテロ事件以降、Pegidaを名乗りいくつかの団体がSNS上で展開を見せ、また既存の右翼団体も同調するような動きがみられるが統括母体は把握できず、未だ2015年1月17日現在具体的な行動や主催団体についても確認できていない[63]。

## 抗議活動
ドイツ国内各地への拡大が懸念され始めた2012年12月以降、抗議活動は各都市で行われるようになり、2015年1月7日にフランスのパリ市街で起きたイスラーム過激派による襲撃事件以降は、抗議活動はさらに規模を拡大し開催都市も増えている。
- ドレスデン：キリスト教徒、イスラム教徒やユダヤ人協会と、ティリッヒザクセン州首相が呼びかけ2014年12月8日に9000人規模の抗議デモ『みんなのドレスデン（ドイツ語：Dresden für alle）』を行った[64]。2015年1月5日の段階ではペギーダへの参加者が18,000人と増加したのに対して抗議集会への参加者は3,000人に留まっていた[65]その後、パリで発生したシャルリー・エブド襲撃事件から3日後の1月10日に行われたペギーダ抗議集会には3,5000人が参加[66]。その3日後の開かれた反イスラムを目的とする集会には約25000人が出席した[67]。12回目のペギーダのデモ行進にも7,000人が抗議集会に集った[68]。2015年1月19日は、警察当局の占拠禁止令を受けて抗議集会は行われない予定。
- ミュンヘン：2014年12月22日には各党、キリスト教関連組織や難民団体等が参加する12,000人規模の集会を行ない、ミュンヘン市長のディーター・ライター（ドイツ社民党）は「数千人が共に人種差別と疎外に反して立ち上がったこのデモは、ミュンヘンの良心を示した。」と述べた[69]。
更に、同市内では2015年1月5日にも1,500人の抗議デモを行い、60人規模で行われた右翼団体の主宰と思われるデモ行進を小競り合いの上実質的な中止に追い込んだ[70]。
- ハンブルク：2015年1月5日、「西洋の愚劣化に反対する寛容な欧州人」（略称：ティギーダ、ドイツ語: Tolerante Europäer gegen die Idiotisierung des Abendlandes、略称：Tegida）を掲げ、議員や労働組合等」、複数の政党も参加の下特定の集団指導に依らない4000人規模の抗議集会を行なった。一時は中央駅周辺の道路封鎖も行われたが警察当局も「一環の行動は現時点で平和的に行われている。」としている[71]。
2015年1月12日にも、同人数規模の抗議集会を行ない、アイダーン・ウーズュス連邦首相府移住・難民・統合担当官も参加した[72]。
- ベルリン：2015年1月5日にケルンに倣い、ブランデンブルク門を消灯する行動を取りデモを牽制し、警察の見解では約5,000人が抗議に集ったとされている。抗議集会にはマース法相も顔を覗かせている。抗議集会によってデモ行進は中途散会した[73]。
- ケルン：2015年1月5日、ロタース市長は抗議集会への参加を呼びかけ、抗議の象徴として、大聖堂を中心とし、デモ行進を取り巻く市街を消灯する行動を取り、約3000人が市内中心で抗議した。抗議集会側の数名が警察と衝突したとされるが人数・規模については公表されていない。最終的にこの抗議活動は行進を2時間で散会させた[74]。この中心街を消灯する行動は海外のメディアでも報道されるきっかけとなり、他都市での抗議活動にも反映されていった[75]。2015年1月12日にも抗議集会には7,500人が集い、ケギーダを中途散会させている[76]。
- ボン：2014年12月15日から毎週行われたボギータに対する抗議集会として市内で行われ3,000人が参加し、市内での大規模な衝突もないままデモの拡大を牽制している。同年12月22日には行進を中途散会させることに成功している[77]。
- カッセル：2015年1月12日、500名が参加し抗議集会を行ない、一部の左翼団体と警察官との間で小競り合いが起きた[78]。
- ハノーファー：2015年1月12日、市内で大規模な抗議集会を行ない、ニーダーザクセン州のヴァイル州首相やショシュトック市長も参加し、最終的に19,000人が参加した。そのうち、2,500人がハギーダの行進を爆竹等を投げる等の行為を通じてハギーダの行進を1時間ほどで中途散会に追い込んだ[79]。
- ハイデルベルク：2015年1月12日、「援けを求める人々をドイツ社会に開かれた心で受け容れよう」を掲げ2,800人規模の抗議集会を行なった[80]。
- マンハイム：”マンハイムは賛成”（ドイツ語：MANNHEIM SAGT JA!）の名称で2015年1月17日に大規模な抗議集会を予定している。
- マインツ：2015年1月9日に一市民によって呼びかけられ、集会には2015年1月12日に2500人が参加した[81]。
- ザールブリュッケン：2015年1月12日に行われた抗議集会には2,500人が参加した[82]。
- ヴュルツブルク： 2015年1月12日に行われた抗議集会には約1,200人が参加し、前回の抗議集会の際にはペギーダの参加者の一部や警察との暴力的な諍いがあったことに対しても抗議している[83]。
- シュトゥットガルト：2015年1月5日に、"Stopegida"の名称で:「シュトゥットガルトの路に人種差別的な嫌悪は居場所は無い」と掲げ、約8000人が集い、以降もペギーダの集会に合わせて抗議集会を続けている[84]。
- ミュンスター： 2015年1月12日、学生が中心となって『自由・平等・寛容・多様性』を掲げ約10,000人が抗議集会に参加した[85]。
- ライプツィヒ： 2015年1月12日、約30,000人が市内で行われたレギーダ抗議デモに参加した。これらの抗議活動により、レギーダのデモは中途解散となった。また同日、市中心部のニコライ教会で行われたミサには2,500人が集まり、外国人排斥反対や亡命の権利のため、平和のために祈った。レッドブルスタジアム、ライプツィヒアリーナ、諸国民戦争記念碑は寛容を訴える消灯を行った[86]。2015年1月21日にも20の抗議集会が行われ、最終的に20,000人が集ったが一部が暴徒化し、レギーダの賛同者と小競り合いする場面も見られた[87]。
- ブラウンシュヴァイク:2015年1月19日、5000人による抗議集会を行ない、ペギーダの集会行進を事実上中止に追いやった。[49]
- デュースブルク:2015年1月19日に2,000人規模の抗議集会が行われたが、抗議集会に参加した200名程度の左翼の一部が暴徒化し4人の警官が負傷した[50]。

## イスラームのペギーダに関する発言・行動
ドイツ・イスラーム中央評議会議長のアイマン・マズィェクは、ペギーダはイスラームを否定する人種差別を代表しており、ドイツのイスラームをテロリストや殺戮者と同じレベルで位置づけている。」と語っている。
2015年1月13日附のヴェルト紙電子版は、『ドイツの公安機関は具体的な事変や兆候や確認できていないものの、警察当局は2015年1月8〜7日にあるイスラーム教徒がドイツ語で「欧州連合圏内には充分に標的があり、ドイツは次の標的でもありえる。」と述べていることを把握している。』と伝え、同紙が独自入手した「ペギーダは豚の行進であり、潜在的な攻撃目標である」と述べたイスラーム過激派過激派の脅迫的発言も掲載している。

## 主宰側への脅迫
ペギーダの設立メンバーの一人であるカトリン・エルテルは2015年1月18日、ドイツ公共放送連盟（ARD）に対して、主宰のバッハマンに対して向けられた脅迫があることを明言し、「警察もこのような脅迫を受けて、今回の安全な開催を保障することはできないだろう」と語った。

## 占拠禁止命令
ザクセン州警察は2015年1月18日12:00附けで、2015年1月19日の終日に亘って、『連邦刑事局及び州刑事局からの根拠ある情報に基づき、毎週行われているペギーダに関連して具体的な危険事項が認められる』として、ドレスデン市内の所轄館内区域における屋内外を問わずすべての集会を禁止する通達を発令した。既に申請認可済の集会にもこれを適用するとしている。

## 主宰側の対応
占拠禁止命令を受け、ドレスデンでの2015年1月19日は行進を中止する旨を公式フェイスブック等を通じて発表し、集会を中止する代わり、「言論の自由と宗教的な狂信へ抗議する欧州人として国旗（州旗）と蝋燭を窓際に灯そう」と呼びかけている。
今後の対応と、他都市での開催・継続等については2015年1月19日未明の段階で公式見解がなされていない。